# Hispasat 30W-6
Hispasat 30W-6 (voorheen Hispasat 1F) is een communicatiesatelliet van het Spaanse bedrijf Hispasat. Volgens planning moet de satelliet 15 jaar meegaan.
Het doel van de satelliet is het doorgeven van televisie, breedbandverbindingen, zakelijke dienstverlening en overige telecommunicatie.
De satelliet is op 6 maart 2018 gelanceerd door een SpaceX Falcon 9 'Full Thrust' draagraket, na eerder uitstel in verband met extra testen.